# Port international du Cap-Haïtien
Le port international de Cap-Haïtien (UN/LOCODE : HTCAP) est le port maritime de Cap-Haïtien, la deuxième plus grande ville d'Haïti,.

## Installations
Le 7 Avril 1978, a été créée l’Autorité Portuaire Nationale d’Haïti avec mission de contrôle, de direction et d’opération de tous les ports d’Haïti. La gestion et l’exploitation des ports sont assurées depuis par cet organisme public, autonome, à caractère commercial sous tutelle du Ministère de l’Economie et des Finances. La Direction du Port du Cap-Haitien figure parmi les huit directions sectorielles coiffées par la Direction Générale de l’Autorité Portuaire Nationale (APN).
D’importants travaux d’agrandissement et de restructuration furent effectués pour lui permettre d’accueillir des navires à bord d’une structure à profondeur d’eau variant de 9 à 11 mètres.
Depuis ces travaux, quatre quais desservent actuellement le port du Cap :
- Le quai des navires de croisière long de 176 mètres et de 10,5 mètres de profondeur;
- Le quai de commerce international, de 250 mètres de long et 9,5 mètres de profondeur;
- Le Quai des rouliers (Ro-Ro) de 30 mètres de large;
- Le Quai de cabotage maritime de 100 mètres de long avec 3,5 mètres de profondeur d’eau.

Des aires d’entreposage y ont été aménagées :
- Aire couverte 2 500 m2;
- Aire ouverte 72 000 m2 dont 45 000 m2 pour les conteneurs.

Deux chenaux d’accès menent au port : Le chenal d’accès Est marqué par des balises de jour est peu utilisé. Le chenal ouest de 1 mile de long, de 10 à 15 mètres de profondeur compte tenu de la marée, est bien marqué par des balises et le plus couramment utilisé.
Un bassin d’évitage de mouillage de 11 à 18 mètres de profondeur est aussi disponible.
Parmi les services proposés figurent : le pilotage, l'amarrage, le stockage, la manutention, le regroupement et la séparation des conteneurs, la gestion de croisières, la marina et un réservoir d'eau d'une capacité de 800 m3.